# Montagoudin
Montagoudin (Mont Agaudin en gascon) est une commune du Sud-Ouest de la France, située dans le département de la Gironde (région Nouvelle-Aquitaine).
Le nom de la commune vient de l'anthroponyme “Coldin” et du latin “mons”, “mont”, ou de mons gaudiis, “belle vue, monticule”.

## Géographie

### Localisation
La commune est située dans le sud de l'Entre-deux-Mers sur la rive droite et à proximité de la Garonne. Elle se trouve à 65 km au sud-est de Bordeaux, chef-lieu du département, à 23 km à l'est de Langon, chef-lieu d'arrondissement et à 4 km à l'est de La Réole, ancien chef-lieu de canton.

### Communes limitrophes
Les communes limitrophes en sont Mongauzy à l'est, Bourdelles au sud, La Réole à l'ouest et Saint-Hilaire-de-la-Noaille au nord.
|          | Saint-Hilaire-de-la-Noaille |          |
| La Réole | Montagoudin                 | Mongauzy |
|          | Bourdelles                  |          |

En plein cœur de la commune passe le Méridien de Greenwich.

### Climat
Pour des articles plus généraux, voir Climat de la Nouvelle-Aquitaine et Climat de la Gironde.
Historiquement, la commune est exposée à un climat océanique aquitain.  
En 2020, Météo-France publie une typologie des climats de la France métropolitaine dans laquelle la commune est exposée à un climat océanique et est dans la région climatique  Aquitaine, Gascogne, caractérisée par une pluviométrie abondante au printemps, modérée en automne, un faible ensoleillement au printemps, un été chaud (19,5 °C), des vents faibles, des brouillards fréquents en automne et en hiver et des orages fréquents en été (15 à 20 jours).
Pour la période 1971-2000, la température annuelle moyenne est de 12,6 °C, avec une amplitude thermique annuelle de 15,3 °C. Le cumul annuel moyen de précipitations est de 811 mm, avec 11,6 jours de précipitations en janvier et 6,5 jours en juillet. Pour la période 1991-2020, la température moyenne annuelle observée sur la station météorologique la plus proche, située sur la commune de Saint-Sulpice-de-Pommiers à 13,77 km à vol d'oiseau, est de 13,8 °C et le cumul annuel moyen de précipitations est de 764,8 mm,. Pour l'avenir, les paramètres climatiques de la commune estimés pour 2050 selon différents scénarios d’émission de gaz à effet de serre sont consultables sur un site dédié publié par Météo-France en novembre 2022.

## Urbanisme

### Typologie
Au 1er janvier 2024, Montagoudin est catégorisée commune rurale à habitat dispersé, selon la nouvelle grille communale de densité à sept niveaux définie par l'Insee en 2022.
Elle est située hors unité urbaine. Par ailleurs la commune fait partie de l'aire d'attraction de La Réole, dont elle est une commune de la couronne,. Cette aire, qui regroupe 20 communes, est catégorisée dans les aires de moins de 50 000 habitants,.

### Occupation des sols

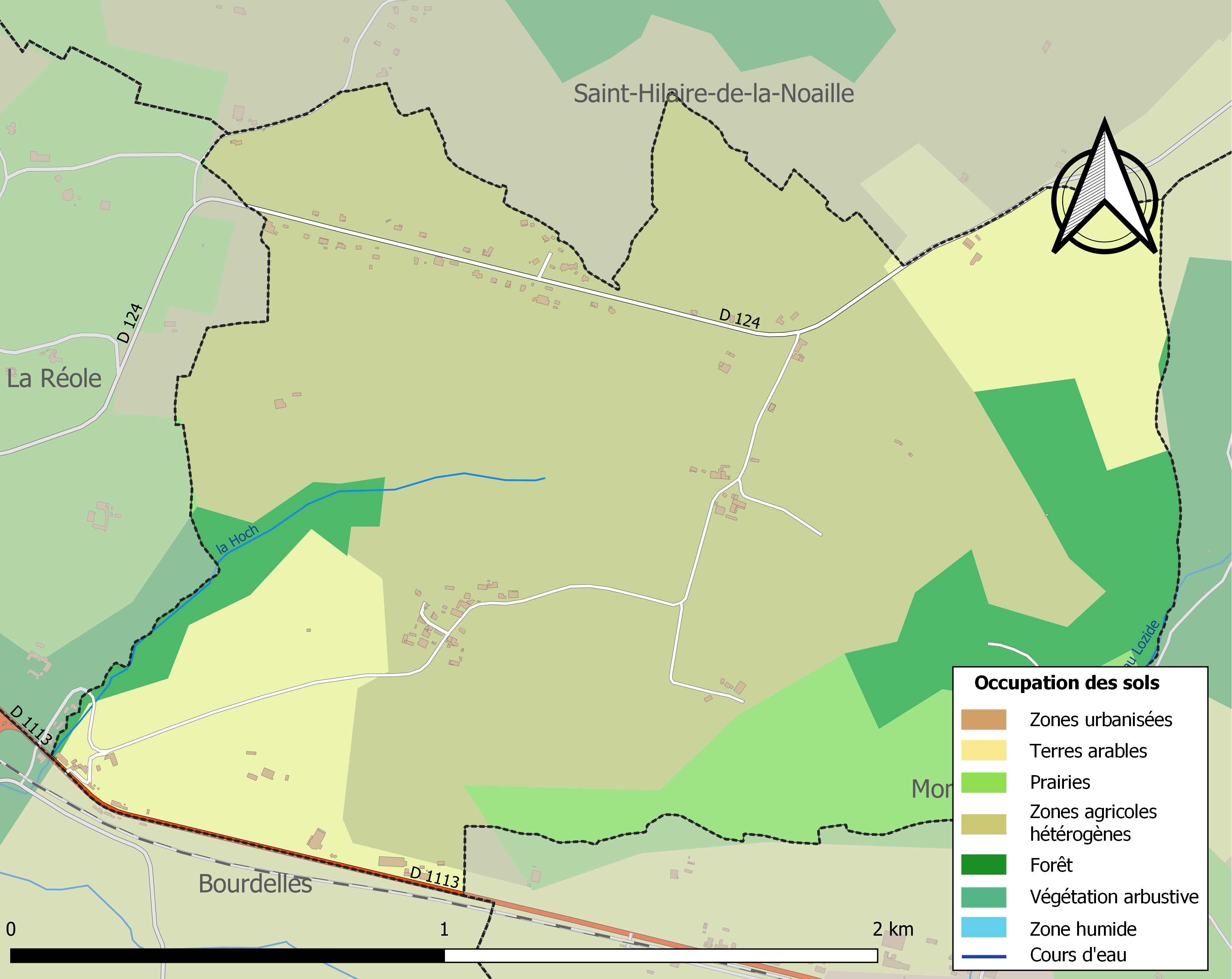
Carte des infrastructures et de l'occupation des sols de la commune en 2018 (CLC).

L'occupation des sols de la commune, telle qu'elle ressort de la base de données européenne d’occupation biophysique des sols Corine Land Cover (CLC), est marquée par l'importance des territoires agricoles (89,3 % en 2018), une proportion identique à celle de 1990 (89,3 %). La répartition détaillée en 2018 est la suivante : 
zones agricoles hétérogènes (62,9 %), terres arables (17,8 %), forêts (10,7 %), prairies (8,7 %). L'évolution de l’occupation des sols de la commune et de ses infrastructures peut être observée sur les différentes représentations cartographiques du territoire : la carte de Cassini (XVIIIe siècle), la carte d'état-major (1820-1866) et les cartes ou photos aériennes de l'IGN pour la période actuelle (1950 à aujourd'hui).

### Voies de communication et transports
La principale voie de communication routière est la route départementale D 1113, ancienne RN 113 (Bordeaux-Marseille), qui borde le sud de la commune et qui mène, vers l'ouest, à La Réole et, vers l'est, à Mongauzy et au-delà à Marmande. La route départementale D 124 relie La Réole au sud-ouest à Fossès-et-Baleyssac puis Saint-Vivien-de-Monségur au nord-est.

L'accès à l'autoroute A62 (Bordeaux-Toulouse) le plus proche est celui de  4 La Réole, distant de 15 km au sud.

L'accès  Bazas à l'autoroute A65 (Langon-Pau) se situe à 29 km vers le sud-ouest.
La gare SNCF la plus proche du village est celle, distante de 3,5 km vers l'ouest, de La Réole sur la ligne Bordeaux-Sète du TER Nouvelle-Aquitaine.

### Risques majeurs
Le territoire de la commune de Montagoudin est vulnérable à différents aléas naturels : météorologiques (tempête, orage, neige, grand froid, canicule ou sécheresse), inondations, mouvements de terrains et séisme (sismicité très faible). Il est également exposé à un risque technologique, la rupture d'un barrage. Un site publié par le BRGM permet d'évaluer simplement et rapidement les risques d'un bien localisé soit par son adresse soit par le numéro de sa parcelle.

#### Risques naturels
Certaines parties du territoire communal sont susceptibles d’être affectées par le risque d’inondation par débordement de cours d'eau et par submersion marine. La commune a été reconnue en état de catastrophe naturelle au titre des dommages causés par les inondations et coulées de boue survenues en 1982, 1988, 1999 et 2009,.
Les mouvements de terrains susceptibles de se produire sur la commune sont des éboulements, chutes de pierres et de blocs.

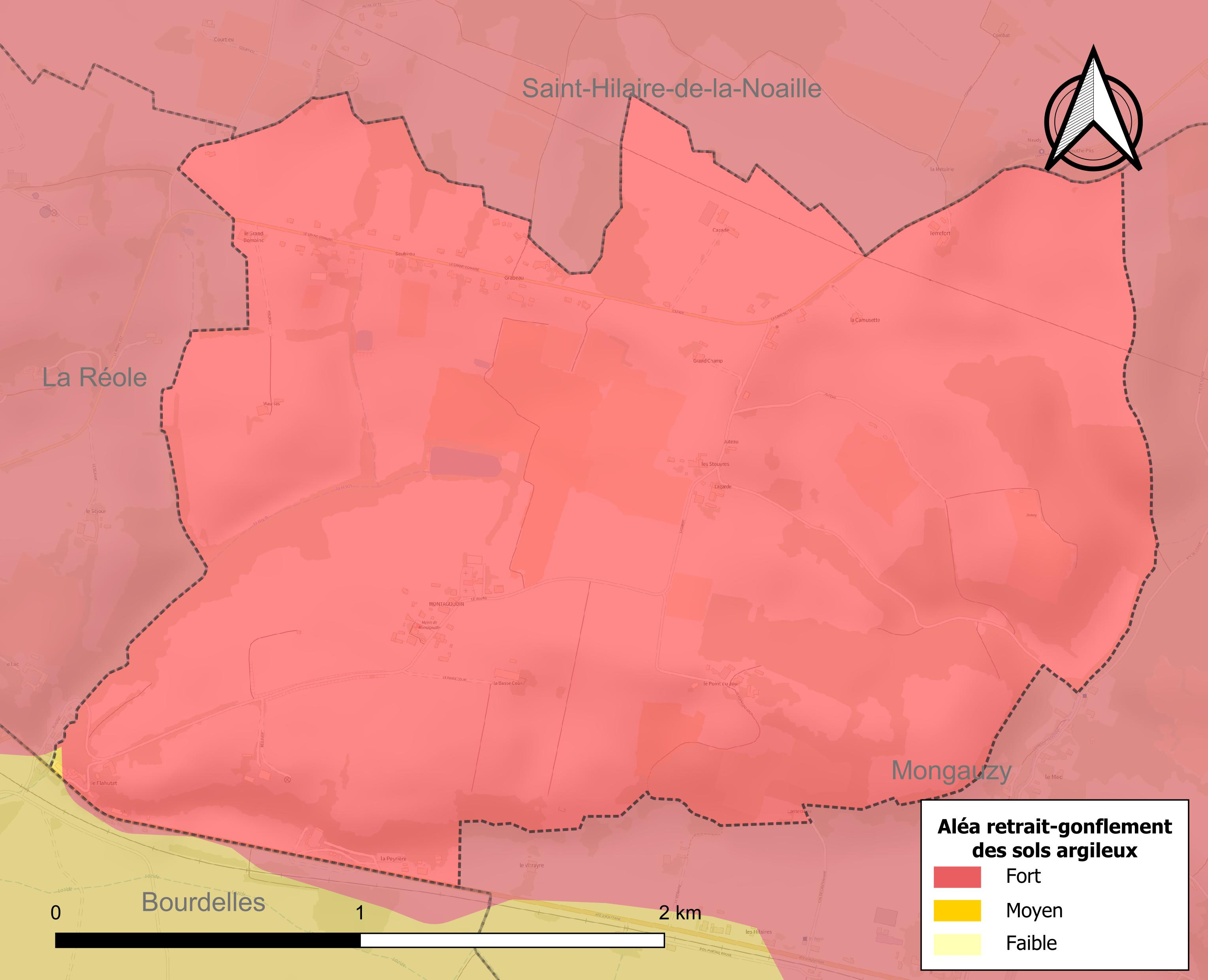
Carte des zones d'aléa retrait-gonflement des sols argileux de Montagoudin.

Le retrait-gonflement des sols argileux est susceptible d'engendrer des dommages importants aux bâtiments en cas d’alternance de périodes de sécheresse et de pluie. La totalité de la commune est en aléa moyen ou fort (67,4 % au niveau départemental et 48,5 % au niveau national). Sur les 84 bâtiments dénombrés sur la commune en 2019, 84 sont en aléa moyen ou fort, soit 100 %, à comparer aux 84 % au niveau départemental et 54 % au niveau national. Une cartographie de l'exposition du territoire national au retrait gonflement des sols argileux est disponible sur le site du BRGM,.
Par ailleurs, afin de mieux appréhender le risque d’affaissement de terrain, l'inventaire national des cavités souterraines permet de localiser celles situées sur la commune.
Concernant les mouvements de terrains, la commune a été reconnue en état de catastrophe naturelle au titre des dommages causés par la sécheresse en 2003 et 2015 et par des mouvements de terrain en 1999.

#### Risques technologiques
La commune est en outre située en aval du  barrage de Grandval, un ouvrage sur la Truyère de classe A soumis à PPI et disposant d'une retenue de 270,6 millions de mètres cubes. À ce titre elle est susceptible d’être touchée par l’onde de submersion consécutive à la rupture de cet ouvrage.

## Histoire
À la Révolution, la paroisse Saint-Saturnin de Montagoudin forme la commune de Montagoudin.

## Politique et administration
| Période                                  | Période   | Identité              | Étiquette | Qualité               |
| ---------------------------------------- | --------- | --------------------- | --------- | --------------------- |
| mars 2008                                | mars 2014 | Gilbert Albert Bolzan |           |                       |
| mars 2014                                | En cours  | Joël Doux             |           | Professeur des écoles |
| Les données manquantes sont à compléter. |           |                       |           |                       |

### Communauté de communes
Le 1er janvier 2014, la communauté de communes du Réolais ayant été supprimée, la commune de Montagoudin s'est retrouvée intégrée à la communauté de communes du Réolais en Sud Gironde siégeant à La Réole.

## Démographie
L'évolution du nombre d'habitants est connue à travers les recensements de la population effectués dans la commune depuis 1793. Pour les communes de moins de 10 000 habitants, une enquête de recensement portant sur toute la population est réalisée tous les cinq ans, les populations de référence des années intermédiaires étant quant à elles estimées par interpolation ou extrapolation. Pour la commune, le premier recensement exhaustif entrant dans le cadre du nouveau dispositif a été réalisé en 2008.

En 2022, la commune comptait 171 habitants, en évolution de −7,07 % par rapport à 2016 (Gironde : +6,91 %, France hors Mayotte : +2,11 %).
| 1793 | 1800 | 1806 | 1821 | 1831 | 1836 | 1841 | 1846 | 1851 |
| ---- | ---- | ---- | ---- | ---- | ---- | ---- | ---- | ---- |
| 359  | 187  | 207  | 220  | 185  | 187  | 192  | 193  | 166  |

| 1856 | 1861 | 1866 | 1872 | 1876 | 1881 | 1886 | 1891 | 1896 |
| ---- | ---- | ---- | ---- | ---- | ---- | ---- | ---- | ---- |
| 193  | 206  | 204  | 200  | 160  | 169  | 160  | 138  | 159  |

| 1901 | 1906 | 1911 | 1921 | 1926 | 1931 | 1936 | 1946 | 1954 |
| ---- | ---- | ---- | ---- | ---- | ---- | ---- | ---- | ---- |
| 158  | 146  | 156  | 118  | 140  | 138  | 155  | 165  | 150  |

| 1962 | 1968 | 1975 | 1982 | 1990 | 1999 | 2006 | 2008 | 2013 |
| ---- | ---- | ---- | ---- | ---- | ---- | ---- | ---- | ---- |
| 167  | 151  | 141  | 151  | 160  | 145  | 160  | 164  | 182  |

| 2018 | 2022 | - | - | - | - | - | - | - |
| ---- | ---- | - | - | - | - | - | - | - |
| 179  | 171  | - | - | - | - | - | - | - |

## Lieux et monuments
- Église Saint-Saturnin de Montagoudin.

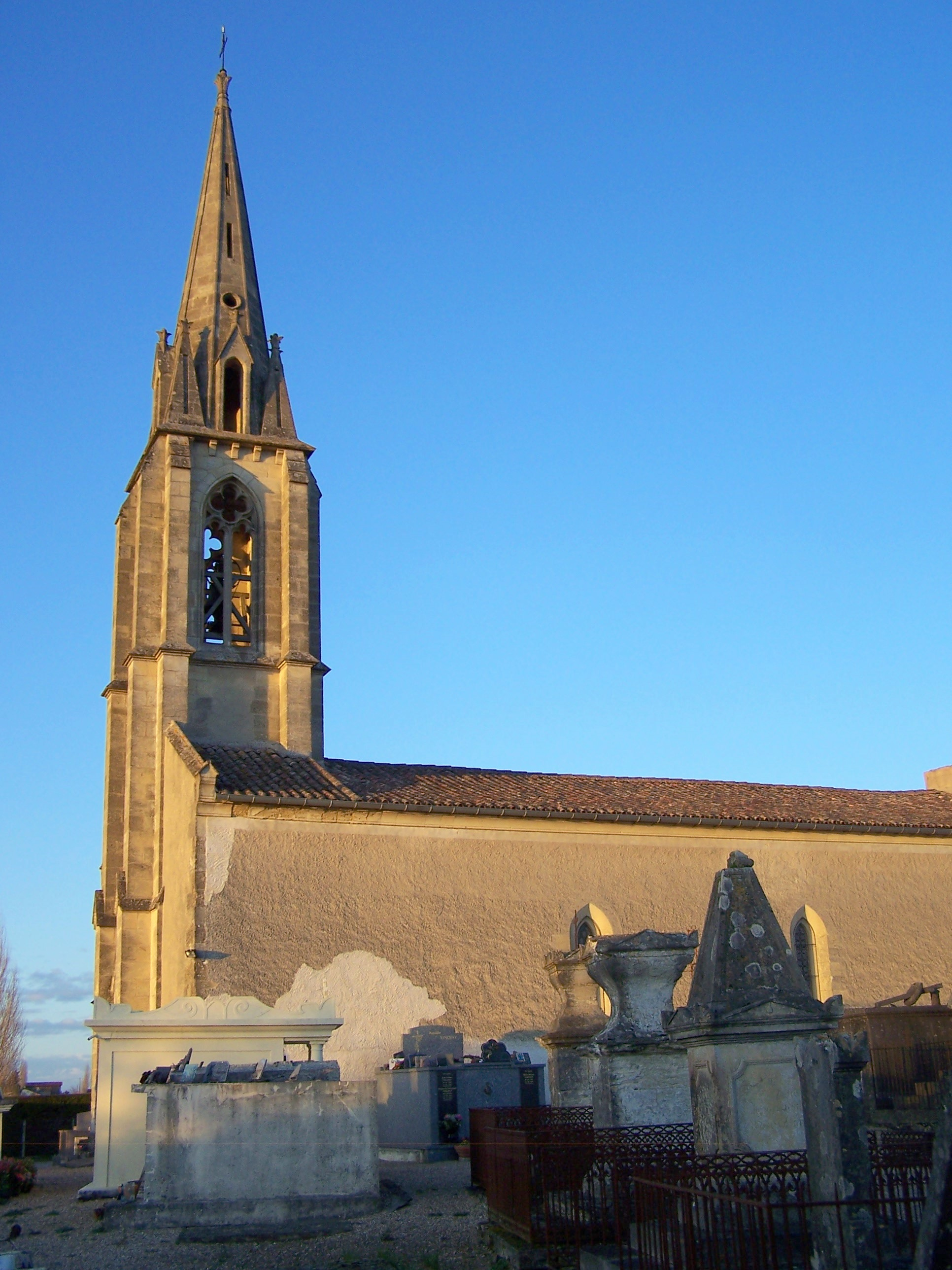
L'église Saint-Saturnin (mars 2010).
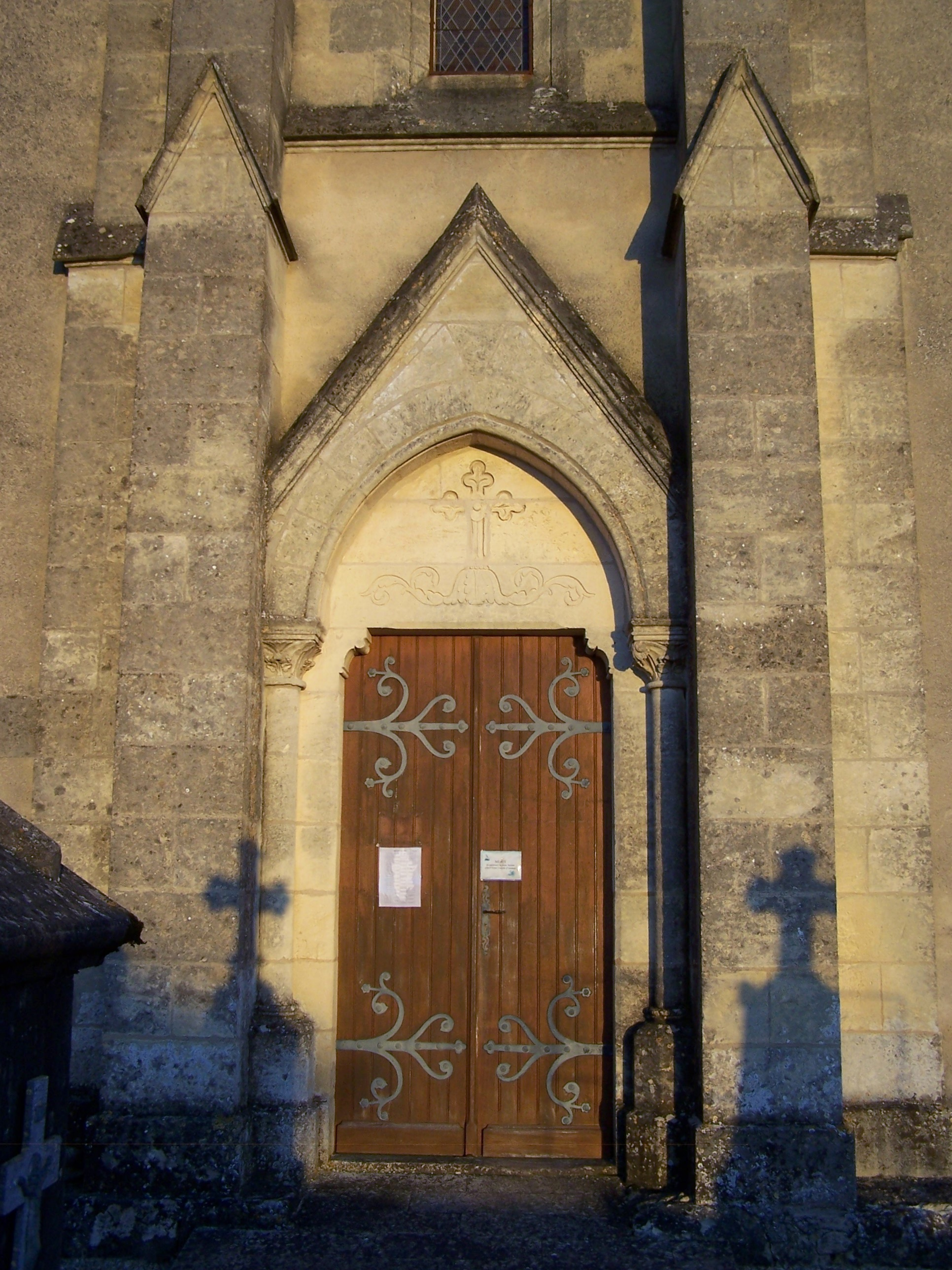
Le porche de l'église (mars 2010).
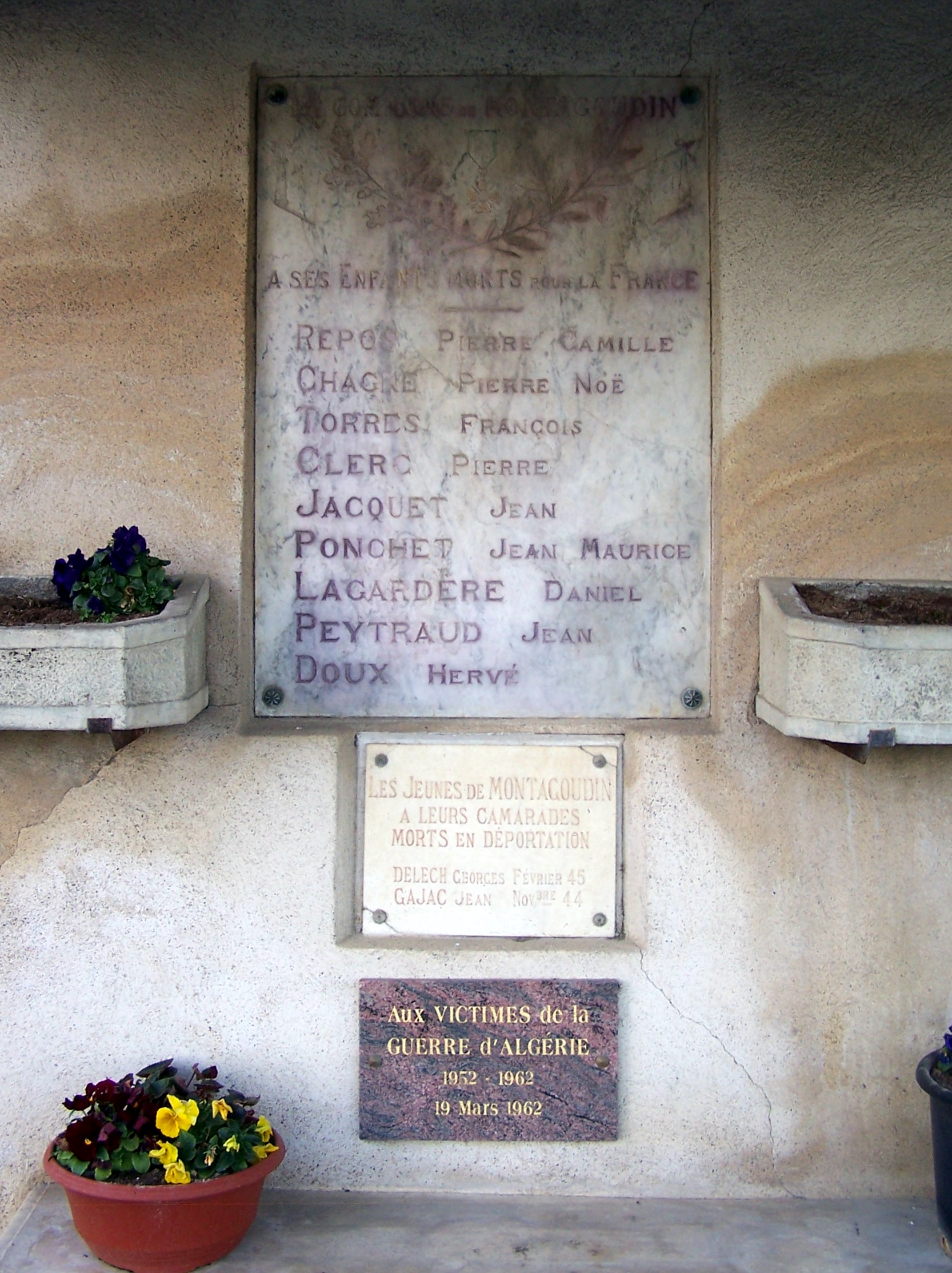
Le monument aux morts, stèle près de l'entrée du cimetière entourant l'église (mars 2010).

Dans la commune de Montagoudin était également présente une léproserie. La léproserie est construite au XIIe siècle, en raison de l’évolution de la maladie de la lèpre dans toute la France. Cette maladie est mentionnée pour la première fois dans le Réolais en 1103. La léproserie est une propriété privée jusqu’à son rachat par les jurats en 1526. Il y a également un cimetière destiné aux lépreux et pestiférés à proximité de la maladrerie. La léproserie est signalée à l’état vétuste en 1589, et affermée au même moment. Les pierres de la chapelle, détruite en 1808, servent à paver la route.

## Personnalités liées à la commune
Pierrette Vincelot-Laurens 31 mars 1918 - 28 décembre 2006 : Juste parmi les nations